# تومبا دياكيتي
'تومبا دياكيتي، واسمه الكامل أبوبكر صديقي دياكيتي، ولد في 30 أبريل 1968 في كوناكري، غينيا، وهو طبيب عسكري، عسكري، وشخصية سياسية غينية بارزة. شغل دياكيتي عدة مناصب مهمة في الجيش والحكومة الغينية، وكان له دور بارز في الأحداث السياسية التي شهدتها البلاد، بما في ذلك فترة الانقلاب العسكري في 2008 وما تلاه من أعمال عنف.

## السيرة الذاتية

### الطفولة والدراسة
وُلد تومبا دياكيتي في عائلة عسكرية، حيث كان والده مامادي دياكيتي، ضابطًا في الجيش الغيني ومشاركًا في عملية البحر الأخضر ضد القوات البرتغالية. درس دياكيتي في كلية الطب بجامعة غمال عبد الناصر في كوناكري، حيث التقى خلال دراسته بـ موسى داديس كامارا، الرئيس الغيني السابق الذي أصبح لاحقًا شريكًا سياسيًا له.

### المسيرة العسكرية
بعد الانقلاب العسكري في 2008، أصبح تومبا دياكيتي مساعدًا خاصًا للرئيس موسى داديس كامارا، كما شغل منصب قائد وحدة "البيريه الحمراء" (وحدة النخبة المسؤولة عن أمن الرئيس). شارك في العديد من الأحداث البارزة، بما في ذلك المجزرة التي وقعت في استاد 28 سبتمبر في 2009، حيث وُجهت إليه اتهامات بالمسؤولية عن هذه المجزرة. في 3 ديسمبر 2009، أطلق النار على الرئيس موسى داديس كامارا وأصابه بجروح خطيرة، مما دفعه إلى الهروب من غينيا. · 

### الهروب والمحاكمة
بعد محاولته اغتيال داديس كامارا، فر تومبا دياكيتي إلى السنغال، حيث تم القبض عليه في ديسمبر 2016. تم تسليمه إلى غينيا في مارس 2017، ومنذ ذلك الحين وهو معتقل في السجن المركزي في كوناكري. في 28 سبتمبر 2022، بدأ محاكمته في قضية المجزرة التي وقعت في 2009، وواجه تهمًا بارتكاب جرائم ضد الإنسانية.

### المسيرة السياسية
في 21 سبتمبر 2024، أثناء وجوده في السجن، أعلن تومبا دياكيتي عن تأسيس حزبه السياسي الخاص به، حزب الديمقراطية من أجل التغيير (PDC). يهدف الحزب إلى تقديم نفسه كبديل سياسي في غينيا، ويخطط للعب دور سياسي بارز في المستقبل.

## المحاكمة
تشارك تومبا دياكيتي في محاكمة المجزرة التي وقعت في 28 سبتمبر 2009، التي بدأت في 28 سبتمبر 2022. في 31 يوليو 2024، تم الحكم عليه بالإدانة بتهم ارتكاب جرائم ضد الإنسانية، وتمت إدانته بالسجن لمدة عشر سنوات.

## الجوائز والاعتراف
في عام 2023، تم تكريمه من قبل Guinéenews كـ "شخصية غينية لعام 2022" تكريمًا لدوره في السياسة الغينية وتأثيره المستمر في البلاد.

## في الثقافة الشعبية
تزايدت شهرة تومبا دياكيتي في غينيا وفي أنحاء إفريقيا بعد بدء محاكمته، وقد ألهمت قصته العديد من الأغاني التي أداها فنانون أفارقة مثل الفنانة النيجيرية تيشو والفنانة الغينية لاما سيديب.